# Forrest Gump
Forrest Gump è un film del 1994 diretto da Robert Zemeckis.
Basato sull'omonimo romanzo scritto da Winston Groom del 1986, il film narra l'intensa vita del personaggio protagonista Forrest Gump interpretato da Tom Hanks, uomo statunitense dotato di uno sviluppo cognitivo lievemente inferiore alla norma che, essendo sempre se stesso si propizia una serie di coincidenze favorevoli, diventando diretto testimone e artefice di importanti avvenimenti della storia della sua nazione, senza tuttavia rendersi del tutto conto della straordinarietà di tali eventi.
Il film spazia su circa trent'anni di storia degli Stati Uniti d'America: dalla nascita del protagonista negli anni quaranta si conclude approssimativamente nel 1982. Durante questi anni Forrest conosce importanti personaggi della seconda metà del XX secolo come Elvis Presley, John F. Kennedy, Lyndon B. Johnson, John Lennon, George Wallace e Richard Nixon, stabilisce un nuovo clima di pace tra Stati Uniti d'America e Cina, diventa una stella prima del football, allenato all'università dell’Alabama da coach Bear Bryant, poi del ping-pong e partecipa alla guerra del Vietnam e a un raduno hippy, senza tuttavia rendersi realmente conto della portata degli avvenimenti a cui assiste (e a cui talvolta contribuisce in modo determinante).
Forrest Gump è stato accolto in modo molto positivo sia dalla critica sia dal pubblico, dominando gli Oscar del 1995, portando a casa 6 statuette, sfiorando il record di 13 nomination. Il film si trova inoltre al 11º posto nella classifica dei 250 migliori film di sempre redatta voto per voto dagli utenti di IMDb. Nel 1998 l'American Film Institute l'ha inserito al settantunesimo posto della classifica dei migliori cento film statunitensi di tutti i tempi, mentre dieci anni dopo, nella lista aggiornata, è posizionato al settantaseiesimo posto.

## Trama

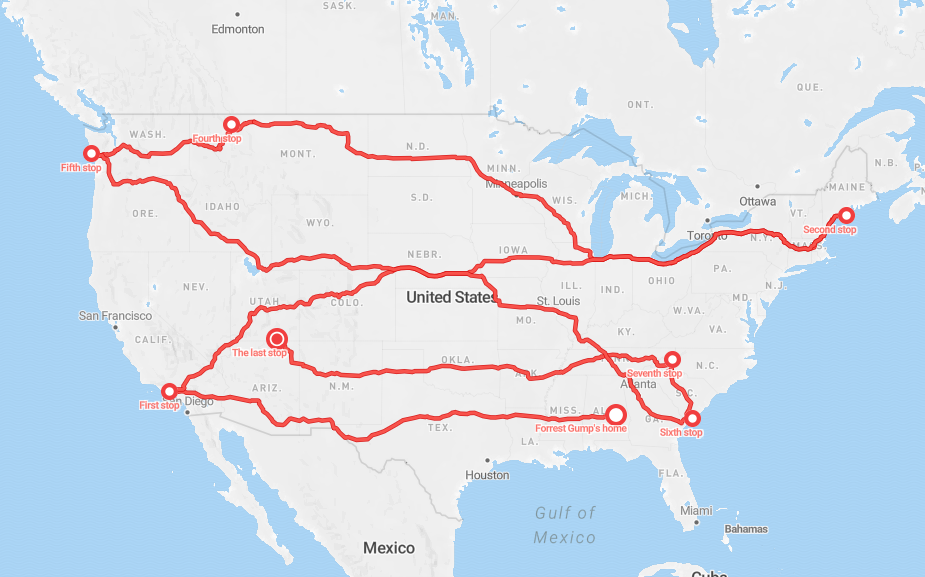
La carta del percorso di Forrest Gump interattiva. (carta interattiva)

Nel 1982 Forrest Gump, un uomo di trentotto anni, inizia a raccontare la storia della sua vita ad ascoltatori occasionali mentre attende un autobus seduto su una panchina a una fermata di Savannah (Georgia).
Forrest cresce nel piccolo paesino di Greenbow, in Alabama, dove vive con la sola madre. Fin da bambino è affetto da gravi problemi di postura, che lo costringono a portare dei tutori alle gambe, e soprattutto da un quoziente intellettivo lievemente inferiore alla media, motivo per cui la madre lo cresce dicendogli che non dovrà mai permettere che gli altri si considerino superiori a lui e che come tali lo trattino. Nonostante l’iscrizione di Forrest alla scuola pubblica venga respinta a causa appunto del suo quoziente intellettivo, la madre, determinata nel dare al figlio le stesse opportunità degli altri bambini, riesce a farlo ammettere al prezzo di concedersi sessualmente al preside. Il primo giorno di scuola Forrest incontra sull'autobus la piccola Jenny Curran e i due diventano subito amici. Si scopre in seguito che Jenny viene molestata e maltrattata insieme alle sorelle dal padre alcolista. Forrest denuncia l'uomo, il quale viene successivamente arrestato, e Jenny va a vivere con la nonna.

Un giorno Forrest scopre le proprie straordinarie doti di corridore mentre cammina con Jenny, che lo incita a fuggire correndo, rompendo le protesi, dai bulli che lo perseguitano. Qualche anno dopo Forrest, adolescente, viene notato dall'allenatore della squadra di football dell'Università dell'Alabama, dove viene ammesso per meriti sportivi. Qui le vite di Forrest e Jenny cominciano a separarsi, in quanto lei studia ad un college femminile e frequenta altri ragazzi. Gump prende parte all'integrazione razziale nell'Università dell'Alabama, contro la volontà del governatore George Wallace. Terminata l'università, con una laurea ottenuta in buona parte per meriti sportivi, Forrest si arruola nell'esercito, rivelandosi un eccellente soldato e facendo amicizia con la recluta Benjamin Buford Blue, detto Bubba, soldato afroamericano anch'esso affetto da un leggero ritardo mentale che sogna di possedere un peschereccio di gamberi, dato che le sue antenate e sua madre hanno cucinato e cucinano gamberi prestando servizio presso molte ricche famiglie.

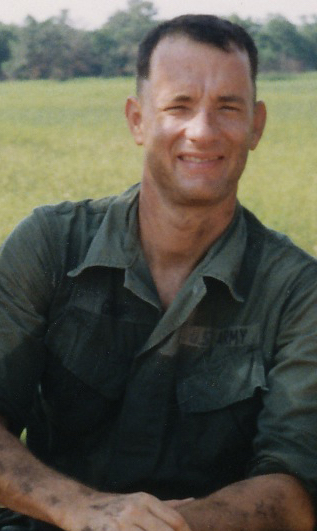
Tom Hanks sul set del film nel ruolo di Forrest Gump

Forrest continua a pensare a Jenny e un giorno scopre che lei è stata espulsa dalla sua università per aver posato per la rivista Playboy indossando la felpa dell'università. Riesce a trovarla in un night club mentre sta cantando Blowin' in the Wind nuda, coperta solo da una chitarra; vedendola importunata da alcuni spettatori uomini, la porta via dal palcoscenico. Dopo una discussione, in cui lei gli fa promettere di tornare vivo dalla guerra, i due si separano un'altra volta.
Dopo l'addestramento, Forrest e Bubba vengono mandati a combattere in Vietnam, dove conoscono il tenente Dan Taylor, comandante del loro plotone. Forrest non dimentica mai di scrivere a Jenny, che nel frattempo ha iniziato a girovagare per l'America con un gruppo di hippies. Bubba convince Forrest a diventare socio della sua futura barca da commercio di gamberi. Durante una delle consuete marce attraverso la foresta, il plotone cade in un'imboscata ed è costretto a ripiegare in quanto in inferiorità numerica. Forrest rifiuta di abbandonare Bubba, disperso nella foresta, e nel cercarlo trova e salva altri quattro commilitoni, compreso il tenente Dan, ferito gravemente alle gambe; dopo essere stato colpito da una pallottola alle natiche, riesce infine a trovare anche Bubba, che però è stato ferito gravemente e pochi istanti dopo muore tra le sue braccia.
Ricoverato all'ospedale militare, Gump vi trova anche il tenente Dan, che ha perso entrambe le gambe e non è felice di essere stato salvato da Forrest, anzi lo accusa di aver cambiato il suo destino, che a suo dire era quello di morire con onore sul campo di battaglia, come da tradizione della sua famiglia. Durante la convalescenza, Forrest impara a giocare a ping pong e, diventato velocemente un ottimo giocatore, viene mandato in Cina come esponente della squadra dell'esercito, per un grande torneo che segnerà l'inizio della diplomazia del ping pong.

Per aver salvato i suoi compagni, Forrest viene premiato con la Medal of Honor dal presidente Lyndon B. Johnson. Nel frattempo a Washington si tiene una manifestazione pacifista di hippies, alla quale Forrest ritrova Jenny. La ragazza racconta a Forrest della sua vita e dei suoi problemi con le droghe. Passando un po' di tempo insieme e fermandosi in un locale dove, proprio in quel momento, sta avvenendo un incontro del neonato movimento delle Pantere Nere, Forrest suggerisce a Jenny di tornare a casa, ma questa rifiuta e i due si separano nuovamente.

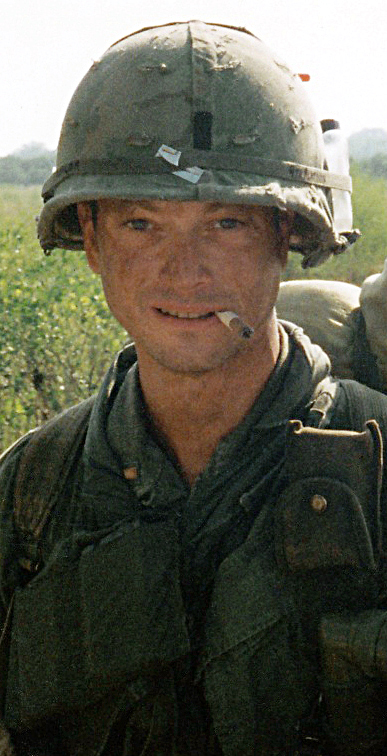
Gary Sinise sul set del film nel ruolo del tenente Dan Taylor

Mentre si trova a Washington, dove era stato nuovamente invitato per i suoi meriti sportivi, Gump provoca involontariamente lo scandalo Watergate e le conseguenti dimissioni del Presidente Richard Nixon. Poco dopo viene congedato, ma prima di fare ritorno a casa incontra il tenente Dan, scoprendo che si è dato all'alcool. Forrest parla al tenente della promessa fatta a Bubba di comprare una nave per la pesca dei gamberi e il tenente, sarcastico, promette a Forrest che, se mai diventasse capitano di una barca, gli farà da primo ufficiale.
Mentre Jenny continua la sua vita sregolata, dandosi alla droga e alla prostituzione, Forrest usa i soldi ricevuti dagli sponsor quando giocava a ping pong per acquistare un peschereccio per gamberi, e successivamente viene raggiunto dal tenente Dan che, in cerca di motivazione, tiene fede alla sua promessa e si offre come primo ufficiale. Gli inizi sono difficili e le reti restano vuote per via della grande concorrenza, ma una notte, mentre i due sono in mare, sulle coste degli Stati Uniti si abbatte l'uragano Carmen, che distrugge tutte le imbarcazioni dei pescatori tranne quella di Forrest, che, essendo rimasto l'unico in grado di gettare le reti, riesce a pescare gamberi in grande quantità e a venderli ad alto prezzo. In questo periodo il tenente Dan ricomincerà a sorridere alla vita, fino a ringraziare Forrest per averlo salvato in Vietnam.
Saputo che sua madre si è ammalata, Forrest si reca da lei e le resta accanto fino a quando lei muore, lasciando la gestione dell'azienda al tenente Dan, il quale ne usa i profitti per acquistare ingenti quote della neonata Apple, rendendo entrambi miliardari. Tuttavia Forrest decide di cedere parte delle sue quote ai famigliari di Bubba, per permettere loro un po' di serenità.
Forrest decide di rimanere a vivere nella casa in cui è nato e cresciuto e trascorre le giornate tagliando l'erba per i concittadini, usando parte dei suoi soldi per ristrutturare la chiesa e per fondare un ospedale, fino a quando Jenny si presenta a casa sua e i due trascorrono di nuovo del tempo assieme. Una sera, prima di andare a dormire, Forrest le chiede di sposarlo. Lei rifiuta, considerandosi una minaccia per un uomo puro come lui; l'unico modo che trova per dimostrargli il suo affetto è andare a letto con lui, fuggendo però la mattina dopo e restituendogli la medaglia d'onore che Forrest le aveva regalato.
Svegliatosi e resosi conto della fuga di Jenny, Forrest avverte una forte voglia di correre, quindi si alza ed inizia a correre, partendo da casa sua, e arriva fino alla fine della strada, poi della città, poi dell'Alabama. Corre quindi fino all'oceano Pacifico e poi indietro fino a quello Atlantico, fermandosi solo per mangiare, dormire e andare in bagno. L'avventura di Forrest suscita l'attenzione mediatica. La gente lo prende come esempio e guida, anche se lui ammette di non capire esattamente quale sia il motivo per cui corre. Dopo più di tre anni di corsa Forrest si ferma, dicendo semplicemente di essere stanco, e torna a casa. Qui riceve una lettera di Jenny, che lo invita ad andarla a trovare.
Con questo finisce il lungo flashback, tornando nel 1982 alla fermata dell'autobus. Si capisce che è proprio la lettera di Jenny il motivo per cui Forrest è seduto su quella panchina in attesa dell'autobus: sta andando a casa del suo unico grande amore. Alla fine Forrest non prende il mezzo, perché una signora con cui ha parlato gli dice che il luogo dove deve recarsi è poco distante, quindi decide di andarvi nel modo che meglio gli riesce: correndo. Arrivato a casa di Jenny scopre che ella è diventata madre di un bambino, Forrest Jr., e rivela a Forrest di essere il padre. All'inizio Forrest teme che il bambino possa aver ereditato il suo problema mentale, ma Jenny lo tranquillizza dicendogli che si è dimostrato fin da subito molto sveglio e intelligente. Jenny chiede a Forrest di sposarla e lui accetta, ma gli rivela anche di essere malata di un virus che i medici non sono ancora riusciti a identificare, così si trasferisce con il figlio a vivere a casa di Forrest. Al matrimonio partecipano tutti gli amici e i conoscenti, tra i quali anche il tenente Dan, di nuovo in perfetta forma grazie a un paio di protesi che gli consentono di camminare di nuovo, e fidanzato con Susan, una donna vietnamita. 
Tempo dopo, a causa dell’aggravarsi delle sue condizioni di salute, Jenny muore. Forrest la fa seppellire alla base di un albero dove si vedevano da bambini e, andando a trovarla, le racconta di aver acquistato la casa del padre di lei e di averla fatta abbattere, per poi riflettere su tutto quello che li ha portati ad essere lì. Le racconta anche di come Forrest Jr. si stia dimostrando molto intelligente e di come i due stiano instaurando un forte legame. Infine, piangendo per la prima volta, le dice che, se avrà bisogno di lui, non sarà molto lontano.
Il bambino resta quindi con Forrest e, al suo primo giorno di scuola, il padre lo accompagna alla stessa fermata del pullman scolastico da cui lui stesso partiva ogni mattina. Mentre saluta il figlio, Forrest gli porge un'edizione del libro Curioso come George che sua madre gli leggeva. Mentre l’autobus si allontana, Forrest resta seduto su di un ceppo e la piuma, caduta dal libro e già vista nell’introduzione del film, vola di nuovo via.

## Produzione

### Cast
Bill Murray, John Travolta e Chevy Chase furono considerati per il ruolo di Forrest Gump, ma rifiutarono. In particolare, John Travolta rifiutò il ruolo per poter recitare in Pulp Fiction di Quentin Tarantino. Più avanti Travolta ha ammesso di ritenere tale rifiuto un tremendo errore. 
Tom Hanks, per recitare nella pellicola, rifiutò il ruolo principale nel film Le ali della libertà. Non percepì un vero e proprio compenso, ma decise di chiedere una percentuale sugli incassi, ottenendo alla fine 40 milioni di dollari, una cifra molto alta all'epoca, considerando che Hanks, al tempo in cui il film fu girato, non era molto richiesto come attore in quanto reduce dalle riprese di Philadelphia (terminate il 21 gennaio 1993), il film diretto da Jonathan Demme che lo porterà a vincere il primo Oscar come miglior attore la sera del 21 marzo 1994.
L'attrice Sally Field, che interpreta nel film la madre di Forrest Gump, in realtà ha solo 10 anni in più di Tom Hanks.
Il figlio di Forrest Gump è interpretato dal piccolo Haley Joel Osment, al suo esordio sul grande schermo, in seguito sempre più conosciuto grazie all'interpretazione di molte pellicole di successo.

### Riprese
Le riprese del film si sono svolte tra il 27 agosto ed il 9 dicembre 1993 negli Stati Uniti, in particolare a Savannah (Georgia), in California, Carolina del Nord, Carolina del Sud, Utah e Arizona.
La panchina su cui Tom Hanks è seduto per gran parte del film si trovava a Chippewa Square, a Savannah, in Georgia. Divenuta presto un luogo di culto e presa d'assalto dai cinefili di tutto il mondo, è stata in seguito spostata di 100 metri, per poi essere esposta nel Savannah History Museum di Savannah.

### Effetti speciali
Il film presenta un notevole passo avanti nella tecnologia di ripresa e di post produzione, che può non essere notato a un primo sguardo. Le tecniche CGI hanno permesso che il personaggio di Forrest incontrasse fisicamente personaggi che nel 1994 erano già defunti, come John Fitzgerald Kennedy e John Lennon, e perfino che stringesse loro la mano. Per questo innovativo uso degli effetti visivi il film ha vinto il Premio Oscar. In particolare per la realizzazione di queste sequenze sono stati usati filmati di repertorio. 
Per simulare la mutilazione del tenente Dan, gli arti inferiori dell'attore Gary Sinise furono avvolti in uno speciale tessuto blu e rimossi digitalmente.

## Colonna sonora
Alcune delle canzoni che compongono la colonna sonora del film:
- Turn! Turn! Turn! - The Byrds
- Hound Dog - Elvis Presley
- Lovesick Blues - Hank Williams
- Respect - Aretha Franklin
- Sloop John B - The Beach Boys
- All Along the Watchtower - Jimi Hendrix
- Hey Joe - Jimi Hendrix
- Soul Kitchen - The Doors
- Break on Through (To the Other Side) - The Doors
- People Are Strange - The Doors
- Hello, I Love You - The Doors
- Love Her Madly - The Doors
- Love Street - The Doors
- California Dreamin' - The Mamas & the Papas
- Fortunate Son - Creedence Clearwater Revival
- Mrs. Robinson - Simon & Garfunkel
- Volunteers - Jefferson Airplane
- It Keeps You Runnin' - The Doobie Brothers
- Where Have All the Flowers Gone - Pete Seeger
- Get Together - The Youngbloods
- Sweet Home Alabama - Lynyrd Skynyrd
- Free Bird - Lynyrd Skynyrd
- San Francisco (Be Sure to Wear Some Flowers in Your Hair) - Scott McKenzie
- Aquarius/Let the Sunshine In - The 5th Dimension
- Go Your Own Way - Fleetwood Mac
- Everybody's Talkin' - Harry Nilsson
- Running on Empty - Jackson Browne
- Against the Wind - Bob Seger
- Blowin' in the Wind - Bob Dylan
- Rainy Day Women#12 & 35 - Bob Dylan
- For What It's Worth - Buffalo Springfield
- Raindrops Keep Fallin' on My Head - B. J. Thomas
- Rebel Rouser - Duane Eddy
- (I Don't Know Why) But I Do - Clarence "Frogman" Henry
- Get Down Tonight - KC and the Sunshine Band

Il compositore Alan Silvestri ha composto The Feather Theme, cioè il tema che accompagna i titoli iniziali, in cui si vede la piuma che cade. Silvestri ha scritto anche tutti i pezzi musicali strumentali che accompagnano il film. La colonna sonora di Forrest Gump è stata uno degli album più venduti negli Stati Uniti, arrivando a 12 milioni di copie. In Italia è disco d'oro.

## Distribuzione

### Date di uscita
| Date di uscita internazionali | Date di uscita internazionali | Date di uscita internazionali |
| Paese                         | Data                          | Titolo                        |
| ----------------------------- | ----------------------------- | ----------------------------- |
| Stati Uniti (première)        | 23 giugno 1994                | Forrest Gump                  |
| Stati Uniti                   | 6 luglio 1994                 | Forrest Gump                  |
| Spagna                        | 23 settembre 1994             | Forrest Gump                  |
| Francia                       | 5 ottobre 1994                | Forrest Gump                  |
| Italia                        | 6 ottobre 1994                | Forrest Gump                  |
| Regno Unito                   | 7 ottobre 1994                | Forrest Gump                  |
| Germania                      | 13 ottobre 1994               | Forrest Gump                  |

## Accoglienza

### Incassi
Prodotto con un budget di 55 milioni di dollari, il film debuttò al primo posto del botteghino nordamericano con un incasso di oltre 24 milioni nel suo primo weekend. Divenne un successo finanziario, incassando 330455270 $ nei soli Stati Uniti e 347771195 $ all'estero, per un totale di 678226465 $ in tutto il mondo. Fu il maggior successo dell'anno negli Stati Uniti e il secondo complessivo in tutto il mondo dopo Il re leone.

### Critica
Il film fu accolto positivamente dalla critica. Il sito Rotten Tomatoes riporta che il 75% delle 158 recensioni professionali ha dato un giudizio positivo sul film, con un punteggio medio di 7.8/10. Il consenso critico del sito recita: "L'interpretazione rigorosamente seria di Tom Hanks mantiene sincero Forrest Gump anche quando si lascia andare con superficialità sulla storia americana, dando vita a un'odissea stravagante di saggezza discutibile ma di innegabile sentimento". Su Metacritic ha invece un punteggio di 82 basato su 21 recensioni.
Roger Ebert diede al film un giudizio di quattro stelle su quattro, definendolo "una commedia, credo, o forse un dramma o un sogno" e "un atto di equilibrio mozzafiato tra commedia e tristezza, in una storia ricca di grandi risate e verità silenziose".

### AFI 100 Years
Secondo le liste AFI 100 Years, che includono i migliori film della storia del cinema e i loro contenuti, Forrest Gump è stato inserito nelle seguenti liste.
Considerando il film in questione, nel 1998 l'American Film Institute l'ha inserito al settantunesimo posto della classifica dei migliori cento film statunitensi di tutti i tempi, mentre dieci anni dopo, nella lista aggiornata, cala al settantaseiesimo posto; è stato inserito in trentasettesima posizione nella lista dei cento film più commoventi della storia del cinema.
Per quanto concerne gli altri contenuti, la celeberrima battuta «Mamma diceva sempre: la vita è uguale a una scatola di cioccolatini, non sai mai quello che ti capita» («Mama always said life was like a box of chocolates. You never know what you're gonna get», in lingua originale) è stata collocata in quarantesima posizione nella lista delle cento migliori citazioni della storia del cinema.  Tale battuta è stata riadattata dallo stesso Hanks durante una cerimonia degli Oscar.

## Riconoscimenti
- 1995 - Premio Oscar
  - Miglior film a Wendy Finerman, Steve Starkey e Steve Tisch
  - Migliore regia a Robert Zemeckis
  - Miglior attore protagonista a Tom Hanks
  - Migliore sceneggiatura non originale a Eric Roth
  - Miglior montaggio a Arthur Schmidt
  - Migliori effetti speciali a Ken Ralston, George Murphy, Stephen Rosenbaum e Allen Hall
  - Candidatura Miglior attore non protagonista a Gary Sinise
  - Candidatura Migliore fotografia a Don Burgess
  - Candidatura Migliore scenografia a Rick Carter e Nancy Haigh
  - Candidatura Miglior trucco a Daniel C. Striepeke, Hallie D'Amore e Judith A. Cory
  - Candidatura Miglior sonoro a Randy Thom, Tom Johnson, Dennis S. Sands e William B. Kaplan
  - Candidatura Miglior montaggio sonoro a Gloria S. Borders e Randy Thom
  - Candidatura Migliore colonna sonora a Alan Silvestri
- 1995 - Golden Globe
  - Miglior film drammatico
  - Migliore regia a Robert Zemeckis
  - Miglior attore in un film drammatico a Tom Hanks
  - Candidatura Miglior attore non protagonista a Gary Sinise
  - Candidatura Miglior attrice non protagonista a Robin Wright
  - Candidatura Migliore sceneggiatura a Eric Roth
  - Candidatura Miglior colonna sonora a Alan Silvestri
- 1995 - Premio BAFTA
  - Migliori effetti speciali a Ken Ralston, George Murphy, Stephen Rosenbaum e Allen Hall
  - Candidatura Miglior film a Wendy Finerman, Steve Starkey, Steve Tisch e Robert Zemeckis
  - Candidatura Migliore regia a Robert Zemeckis
  - Candidatura Miglior attore protagonista a Tom Hanks
  - Candidatura Miglior attrice non protagonista a Sally Field
  - Candidatura Migliore sceneggiatura non originale a Eric Roth
  - Candidatura Migliore fotografia a Don Burgess
  - Candidatura Miglior montaggio a Arthur Schmidt
- 1995 - Screen Actors Guild Awards
  - Miglior attore protagonista a Tom Hanks
  - Candidatura Miglior attore non protagonista a Gary Sinise
  - Candidatura Miglior attrice non protagonista a Sally Field
  - Candidatura Miglior attrice non protagonista a Robin Wright
- 1994 - Chicago Film Critics Association Award
  - Miglior attore protagonista a Tom Hanks
  - Nomination Miglior film
  - Candidatura Miglior regia a Robert Zemeckis
  - Candidatura Miglior attore non protagonista a Gary Sinise
  - Candidatura Miglior sceneggiatura a Eric Roth
- 1995 - David di Donatello
  - Candidatura Miglior film straniero a Robert Zemeckis
  - Candidatura Miglior attore straniero a Tom Hanks
- 1995 - Ciak d'oro
  - Miglior film straniero
- 1995 - Kansas City Film Critics Circle Award
  - Miglior attore protagonista a Tom Hanks
- 1995 - MTV Movie Award
  - Candidatura Miglior film
  - Candidatura Migliore performance maschile a Tom Hanks
  - Candidatura Migliore performance rivelazione maschile a Mykelti Williamson
- 1994 - National Board of Review Award
  - Miglior film
  - Migliori dieci film
  - Miglior attore protagonista a Tom Hanks
  - Miglior attore non protagonista a Gary Sinise
- 1995 - Saturn Award
  - Miglior film fantasy
  - Miglior attore non protagonista a Gary Sinise
  - Candidatura Migliore regia a Robert Zemeckis
  - Candidatura Miglior attore protagonista a Tom Hanks
  - Candidatura Miglior attrice non protagonista a Robin Wright
  - Candidatura Migliore sceneggiatura a Eric Roth
  - Candidatura Migliori effetti speciali a Ken Ralston
  - Candidatura Miglior colonna sonora a Alan Silvestri
- 1995 - Premio Amanda
  - Miglior film straniero a Robert Zemeckis
- 1996 - Awards of the Japanese Academy
  - Candidatura Miglior film straniero
- 1995 - Grammy Award
  - Candidatura Miglior interpretazione strumentale pop (I'm Forrest... Forrest Gump) a Alan Silvestri
- 1995 - Southeastern Film Critics Association Award
  - Miglior attore protagonista a Tom Hanks
  - Candidatura Miglior film
- 1995 - Eddie Award
  - Miglior montaggio a Arthur Schmidt
- 1995 - American Society of Cinematographers
  - Candidatura Migliore fotografia a Don Burgess
- 1995 - BMI Film & TV Award
  - Miglior colonna sonora a Alan Silvestri
- 1995 - Artios Award
  - Candidatura Miglior casting per un film drammatico a Ellen Lewis
- 1995 - Ciak d'oro
  - Miglior film straniero
- 1995 - Dallas-Fort Worth Film Critics Association Award
  - Miglior attore protagonista a Tom Hanks
  - Candidatura Miglior film
  - Candidatura Miglior regia a Robert Zemeckis
  - Candidatura Miglior attore non protagonista a Gary Sinise
- 1995 - DGA Award
  - Miglior regia a Robert Zemeckis, Charles Newirth, Bruce Moriarty, Cherylanne Martin e Dana J. Kuznetzkoff
- 1995 - Guldbagge Award
  - Candidatura Miglior film straniero a Robert Zemeckis
- 1995 - Kids' Choice Award
  - Candidatura Miglior attrice a Sally Field
- 1995 - Golden Reel Award
  - Miglior montaggio sonoro (ADR)
- 1995 - People's Choice Award
  - Miglior film
  - Miglior film drammatico
- 1995 - WGA Award
  - Miglior sceneggiatura non originale a Eric Roth
- 1995 - Young Artist Award
  - Miglior attore giovane 10 anni o meno a Haley Joel Osment
  - Miglior attrice giovane 10 anni o meno a Hanna R. Hall
  - Candidatura Miglior attore giovane non protagonista a Michael Conner Humphreys
- 1995 - American Comedy Award
  - Attore più divertente a Tom Hanks
- 1995 - Chlotrudis Award
  - Miglior attore non protagonista a Gary Sinise
  - Candidatura Miglior attore protagonista a Tom Hanks
- 1995 - Cinema Audio Society
  - Miglior sonoro a Randy Thom, Tom Johnson, Dennis S. Sands e William B. Kaplan
- 1995 - Czech Lions
  - Miglior film straniero a Robert Zemeckis
- 1995 - Golden Screen
  - Golden Screen Award con una stella
- 1994 - Golden Screen
  - Golden Screen Award
- 1995 - Heartland Film Festival
  - Studio Crystal Heart Award a Winston Groom
- 1995 - Humanitas Prize
  - Candidatura Miglior film a Eric Roth
- 1994 - Jupiter Award
  - Miglior attore internazionale a Tom Hanks
- 2014 - Online Film & Television Association
  - Miglior film
- 1995 - PGA Award
  - Miglior produttore a Wendy Finerman, Steve Starkey, Charles Newirth e Steve Tisch
- 1995 - USC Scripter Award
  - Candidatura Miglior sceneggiatura a Eric Roth e Winston Groom

Nel 2011 è stato scelto per essere conservato nel National Film Registry della Biblioteca del Congresso degli Stati Uniti.

## Influenza culturale

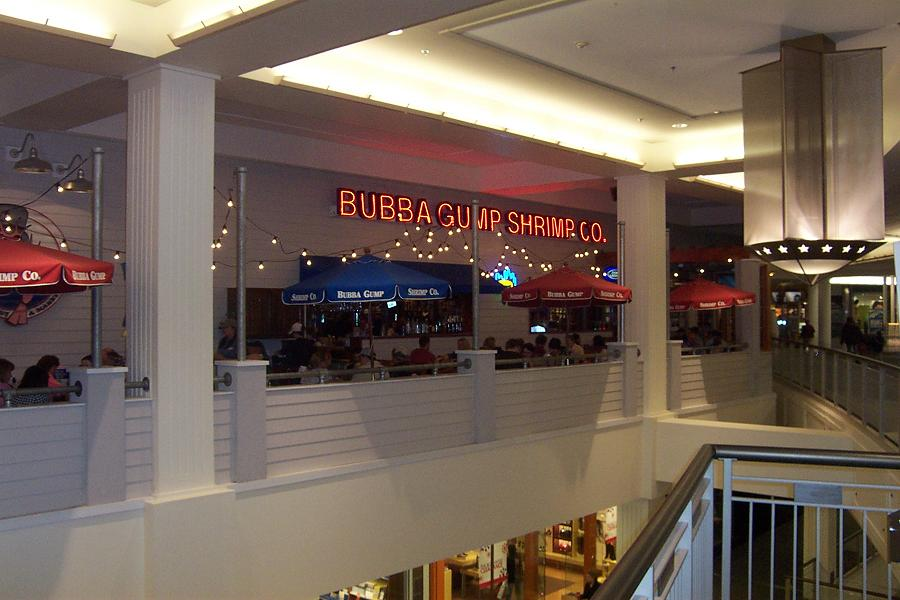
La "Bubba Gump Shrimp Company" è una catena di ristoranti di pesce nata nel 1996 ispirandosi ai personaggi del film (la proprietà della catena è legata alla "Paramount Pictures", distributrice del film)

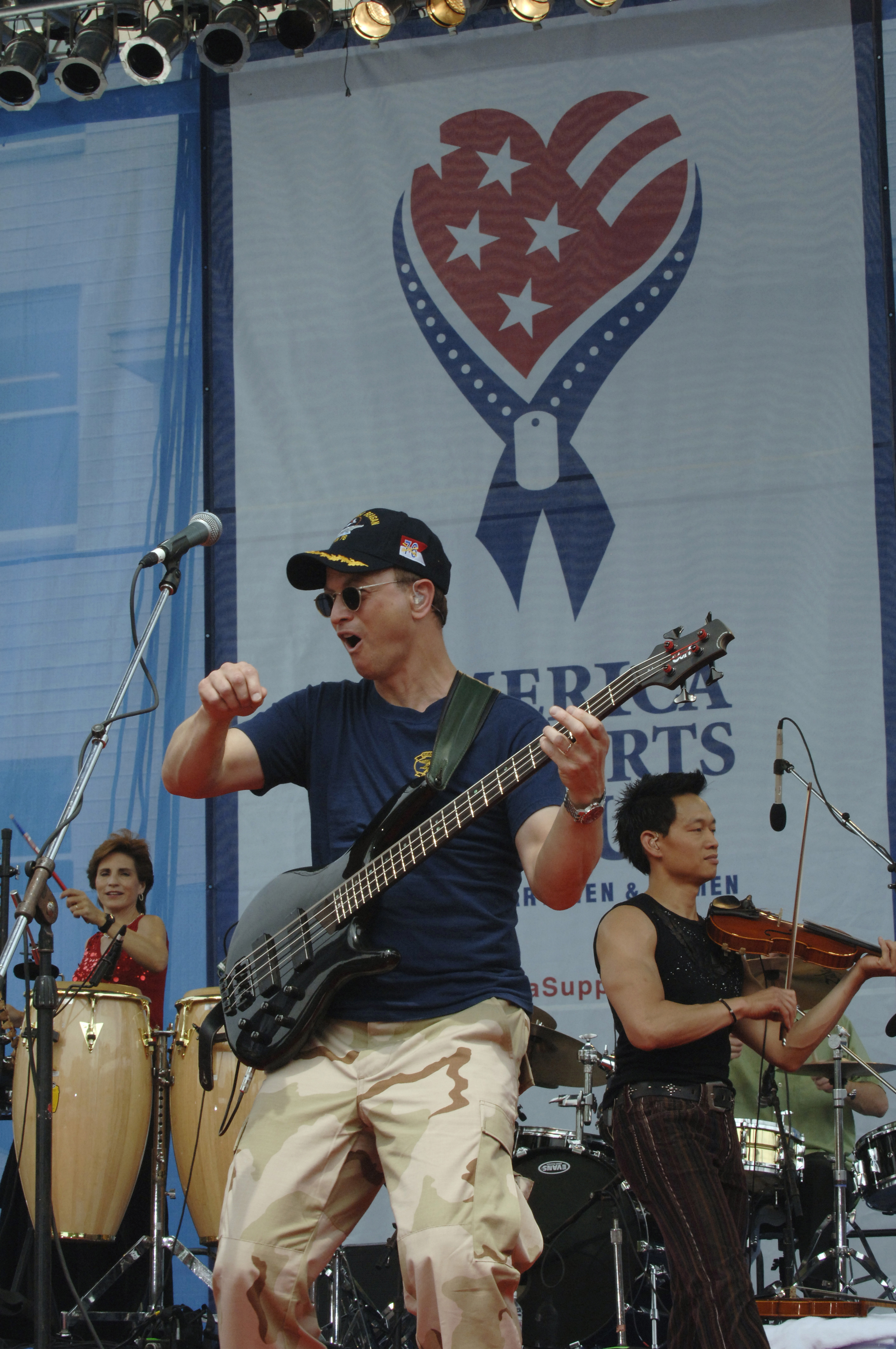
La "Lt. Dan Band" fondata da Kimo Williams e Gary Sinise. Il nome della band s'ispira al personaggio del tenente Dan (Gary Sinise racconta nelle interviste di essere più conosciuto come "tenente Dan" che con il suo vero nome)

Nonostante la sua popolarità, l'accoglienza riservata al film non fu ovunque positiva. Alcune critiche notano come il successo di Forrest risulti quasi sempre derivare dal fare ciò che gli è detto da altri, in contrasto con il carattere forte e indipendente di Jenny, che tocca più volte il fondo (cadendo vittima di droga e prostituzione). Jenny, che dovrebbe essere dei due quella forte e "normale", quella che sta accanto a Forrest e lo aiuta, è invece quella che più di tutti ha bisogno del suo aiuto. Altri, al contrario, colgono nella figura di Forrest un'apertura totale ed entusiastica a tutto ciò che avviene intorno a sé, apertura che è continua occasione per operare scelte di vita, sempre portate alle estreme conseguenze. Questo messaggio "esistenziale" finisce per caratterizzare l'intero film. Dopo l'uscita del film, Forrest Gump divenne comunque un vero e proprio fenomeno di costume e frasi come «Stupido è chi lo stupido fa» e «La vita è uguale a una scatola di cioccolatini: non sai mai quello che ti capita» diventarono famosissime.
Nel linguaggio giornalistico in Italia, il nome del protagonista viene a volte usato per designare personaggi che hanno raggiunto obiettivi rilevanti nella vita senza avere particolari capacità o per puro caso.

## Riferimenti storici
- Il nome Forrest, come spiegato a inizio film, è stato dato al protagonista dalla madre in onore di Nathan Bedford Forrest, eroe della guerra di secessione ritenuto il fondatore del Ku Klux Klan. La madre spiega a Forrest che il suo nome deve ricordargli che "qualche volta facciamo tutti delle cose che, ecco, che non hanno tanto senso".
- Forrest conosce, da bambino, il cantante rock Elvis Presley, allora non ancora conosciuto e, sentendolo suonare, improvvisa un ballo offrendogli lo spunto per i movimenti con i quali poi il cantante è diventato famoso.
- Grazie a una borsa di studio vinta in quanto molto bravo nel football, Forrest è ammesso all'Università dell'Alabama. Qui viene ritratto l'allora governatore dell'Alabama George Wallace mentre si schiera contro l'integrazione degli afroamericani nell'università, l'11 giugno 1963, e contro l'ingresso dei primi due studenti neri, Vivian Malone Jones e James Hood. L'episodio viene ricordato con il nome di Stand in the Schoolhouse Door. Il presidente Kennedy mobilitò la Guardia Nazionale per contrastare lo sbarramento di Wallace e i due studenti poterono entrare. Nel film i due sono seguiti casualmente da Forrest, che raccoglie e porge alla ragazza un quaderno che le era caduto. Forrest ricorda che Wallace si candidò nella corsa per la presidenza nel 1972 e fu vittima di un tentato omicidio nel Maryland.
- In quanto insignito dell'onorificenza All-America, Forrest viene invitato nello Studio Ovale assieme ad altri atleti per ricevere le congratulazioni del presidente. In questa scena, colto dall'agitazione, beve una quindicina di Dr Pepper. Presentatosi poi di fronte a Kennedy, quando il presidente gli chiede cosa si provi in una situazione del genere, afferma di dover fare pipì. In bagno, Forrest nota una foto autografata dell'attrice Marilyn Monroe, con cui si dice che Kennedy abbia avuto una relazione. Forrest rievoca poi il successivo assassinio di Kennedy e quello del fratello Robert.
- Nel periodo in cui Forrest è impegnato nell'esercito, un compagno di stanza gli passa una copia di Playboy, rivista erotica per uomini fondata nel 1953. Sulla rivista Forrest vede delle foto di Jenny semi-nuda con la divisa della sua università, motivo per cui la ragazza è stata cacciata e in seguito contattata da un night club. Quando Forrest va ad assistere a una sua performance, la trova sul palco nuda a cantare Blowin' in the Wind, brano di Bob Dylan del 1962.
- Quando Forrest viene reclutato per la Guerra del Vietnam, dice che lui e i suoi compagni vengono sempre incaricati di cercare "un tizio di nome Charlie". Il riferimento è al termine charlies, con cui si indicavano i vietcong. In queste scene compaiono molte vere immagini della guerra.
- Il tenente Dan è l'ultimo discendente di una famiglia in cui tutti gli uomini hanno prestato servizio nell'esercito americano, al punto che in ogni grande guerra che ha coinvolto gli Stati Uniti è caduto uno di loro: in una serie di immagini vengono mostrati i suoi nonni e bis-nonni cadere nella guerra di indipendenza, nella guerra di secessione e nella prima e seconda guerra mondiale.
- Jenny diventa una hippy, movimento giovanile che prese piede negli Stati Uniti negli anni sessanta e che protestò contro la guerra in Vietnam. In seguito Jenny racconta a Forrest che aveva colto l'opportunità di un passaggio in macchina per San Francisco, una delle mete tipiche degli hippy in quegli anni, e non a caso in sottofondo si sente la nota canzone San Francisco (Be Sure to Wear Flowers in Your Hair) di Scott McKenzie.
- Forrest, ferito alle natiche da un proiettile, viene mandato a casa. Per aver salvato molti dei suoi compagni, viene premiato con la medaglia d'onore dal presidente Lyndon B. Johnson. Johnson si rese noto per l'intensificazione del conflitto in Vietnam. Forrest mostra al presidente e alle telecamere la ferita sulle natiche.
- Dopo essere uscito nuovamente dalla Casa Bianca, Forrest fa una passeggiata per Washington in divisa militare e viene creduto uno dei reduci giunti in città con lo scopo di intervenire a una manifestazione pacifista in corso al Lincoln Memorial, di fronte al Campidoglio, dove Abbie Hoffman arringa la folla contro la guerra. Forrest è spinto a parlare per primo ai microfoni, di fronte ad un'enorme folla di persone: probabilmente si tratta della celebre manifestazione del 21 ottobre 1967.[22] Mentre Forrest sta per dire ciò che pensa sulla guerra del Vietnam, un ufficiale dell'esercito scollega i cavi dell'impianto audio. Forrest parla quindi a vuoto, senza che nessuno sia in grado di sentirlo. Nel momento in cui i cavi vengono ricollegati, si sente solo l'ultima frase: "... e non ho altro da dire su questa faccenda". Il leader della manifestazione si congratula con lui dicendogli "hai detto tutto", volendo significare che la tragedia della guerra non si potrebbe descrivere a parole. A questo punto Jenny esce dalla folla e corre attraverso la vasca di fronte al monumento (la Lincoln Memorial Reflecting Pool), chiamandolo. Forrest le va incontro, e i due si abbracciano nella fontana.
- Sempre riguardo alla scena della manifestazione contro la guerra in Vietnam al Lincoln Memorial, in cui il discorso di Forrest viene sabotato da un ufficiale che scollega l'amplificatore, Tom Hanks ha recentemente svelato le parole che Forrest avrebbe pronunciato senza essere sentito: "A volte, quando le persone vanno in Vietnam, tornano a casa dalle loro mamme senza le gambe. A volte non tornano affatto. Questa è una brutta cosa". Nel film queste parole sono state tacitate per evitare polemiche sulla guerra del Vietnam.[23]
- Jenny porta Forrest a un raduno dei Black Panther, che termina però con una scazzottata, iniziata da Forrest stesso quando vede Jenny venire schiaffeggiata dal suo fidanzato.
- Forrest diventa un asso del ping-pong durante il periodo del ricovero nell'ospedale militare durante la guerra del Vietnam. Durante il periodo della distensione, voluta da Nixon, Forrest fa parte della squadra americana di ping-pong mandata in Cina nel 1971, nell'ottica di una serie di iniziative per riabilitare le relazioni fra i due paesi (la cosiddetta diplomazia del ping pong).
- Quando Forrest è a Washington, di nuovo alla Casa Bianca per ricevere gli omaggi del presidente Richard Nixon per la vittoria nella partita di ping pong tra Cina e Stati Uniti, il presidente gli chiede in che albergo alloggi e si preoccupa di trovargli una sistemazione in un albergo migliore, facendolo spostare al Watergate Hotel. Nella scena successiva, in tale albergo, notando della "gente strana nell'appartamento di fronte" e avvisando la reception dell'albergo, Forrest fa scoprire l'omonimo scandalo che travolgerà Nixon e lo costringerà alle dimissioni.
- Viene accennato il tentativo di omicidio ai danni del presidente Gerald Ford nel 1975, dapprima vicepresidente di Nixon e poi suo successore in seguito alle dimissioni di quest'ultimo.
- Forrest è invitato in una trasmissione televisiva in cui è presente anche John Lennon, che verrà poi ucciso nel 1980, e parlando fornisce a Lennon uno spunto per la composizione di Imagine, uno dei brani più famosi del musicista di Liverpool.
- Viene mostrato in TV l'attentato al presidente Ronald Reagan nel 1981. Nello stesso periodo Jenny si ammala e successivamente muore, dicendo di essere affetta da un virus ancora non identificato dai medici: probabilmente si tratta dell'HIV, virus responsabile dell'AIDS, che fu scoperto proprio in quel periodo e riguardo al quale, inizialmente, regnava un misto di omertà ed ignoranza.
- L'ex-tenente Dan, primo collaboratore di Forrest nella Bubba Gump Shrimp Company, l'azienda specializzata nel commercio di gamberi, investe i proventi della loro azienda in titoli tecnologici relativi a quella che Forrest chiama "una cooperativa della frutta", ma che si capisce essere la Apple. In seguito, una catena di ristoranti di pesce nel mondo reale prenderà il nome di Bubba Gump Shrimp Company Restaurant and Market in omaggio al film.
- Durante la sua "corsa priva di senso", Forrest accidentalmente aiuta due persone a concepire idee milionarie: l'uso della rappresentazione del termine "Shit Happens" e quella dello "Smiley".
- Jim Hanks, il fratello minore di Tom, ha girato al suo posto come controfigura molte delle scene in cui Forrest corre.[6]
- In una delle ultime scene l'ex-tenente Dan, rimasto privo delle gambe durante la guerra in Vietnam e che per anni non era riuscito ad accettare il fatto che Forrest lo avesse salvato sottraendolo a quello che a suo dire era il suo destino, cioè morire in guerra come i suoi antenati, si presenta al matrimonio di Forrest e Jenny, dove appare in pace con sé stesso, nuovamente in grado di camminare grazie a due protesi di titanio ed accompagnato dalla fidanzata Susan, una donna vietnamita, a simboleggiare la rinnovata amicizia tra il popolo americano e quello asiatico.

- Nella scena in cui Forrest spiega che era entrato nelle forze speciali per il tour sul Ping Pong, nell'inquadratura iniziale che apre la scena si vede un televisore acceso, dentro il televisore si può vedere lo storico sbarco sulla luna con la celebre frase (in inglese) "un piccolo passo per l'uomo, un grande passo per l'umanità".

## Sequel
Visto il clamoroso successo del film, nel 2001 i produttori incaricarono Eric Roth di scrivere una sceneggiatura per un possibile secondo capitolo, adattandosi a Gump & Co., seguito del libro su cui era basato Forrest Gump, entrambi scritti da Winston Groom. Il film proseguirebbe con le avventure di Forrest, negli anni ottanta e '90, compresa la caduta del muro di Berlino, ma nulla è andato in porto anche se la Paramount ha recuperato lo script di Roth. Il progetto si arenò definitivamente in seguito agli attentati dell'11 settembre 2001, quando Roth, Tom Hanks e Robert Zemeckis convennero di comune accordo che il progetto non fosse più rilevante.

## Ricadute e citazioni
- L'attore che interpreta il Tenente Dan, Gary Sinise, insieme a Kimo Williams, ha fondato successivamente la Lt. Dan Band, gruppo musicale ispirato al personaggio del film.
- Nel film Il miglio verde, nella scena in cui Paul e Brutus tolgono a Percy l'adesivo dalla bocca, Brutus dice "Mia mamma diceva sempre che uno strappo secco fa meno male" citando Forrest Gump, che inizia spesso le frasi con "Mamma diceva sempre che...".
- Nell'episodio La sindrome del vedovo della sitcom La tata, si cita la battuta di Forrest Gump "La vita è come una scatola di cioccolatini: non sai mai quello che ti capita".
- Nella serie I Simpson è compresa una parodia di Forrest Gump.
- Nel film Aladdin e il re dei ladri il genio prende le sembianze di Forrest Gump.
- Nel 2022, in India, è uscito il remake ufficiale dal titolo Laal Singh Chaddha con la superstar di Bollywood Aamir Khan.